# Fort Snelling
Fort Snelling est une ancienne fortification militaire située au confluent du Minnesota et du Mississippi dans le comté de Hennepin. Il fut construit entre 1820 et 1825 et nommé Fort St. Anthony.

## Histoire
En 1805, le lieutenant Zebulon Pike achète 400 km2 de terres dans cette région, cependant il faut attendre une décennie avant qu'une implantation significative ne voie le jour. Les premiers bâtiments sont construits entre 1820 et 1825 et baptisé Fort St. Anthony. Son nom actuel lui est attribué par le général Winfield Scott après son achèvement, en l'honneur du colonel Josiah Snelling qui commande le régiment qui l'a construit et en a supervisé les travaux. Snelling est considéré comme un bon commandant, lorsqu'il est sobre. Il est susceptible et facilement irritable lorsqu'il souffre de crises de dysenterie chronique. Il quitte le fort en septembre 1827 lorsqu'il est rappelé à Washington et meurt un an plus tard de complications dues à la dysenterie et à une « fièvre cérébrale ».
Le médecin du fort commence des observations météorologiques en janvier 1820. Depuis cette époque, ces relevés sont continuellement enregistrés, donnant aux villes de Minneapolis et St. Paul les meilleures archives météo du pays. Les observations actuelles sont faites par l'aéroport international de Minneapolis-Saint-Paul, qui est voisin du fort. 
Le gouvernement fédéral possède toujours les terrains qui bordent l'aéroport. Ils sont une base pour l'United States Army Reserve, l'US Marine Corps, l'US Navy et l'US Coast Guard. Ils abritent également un hôpital pour les vétérans de ces armées. 

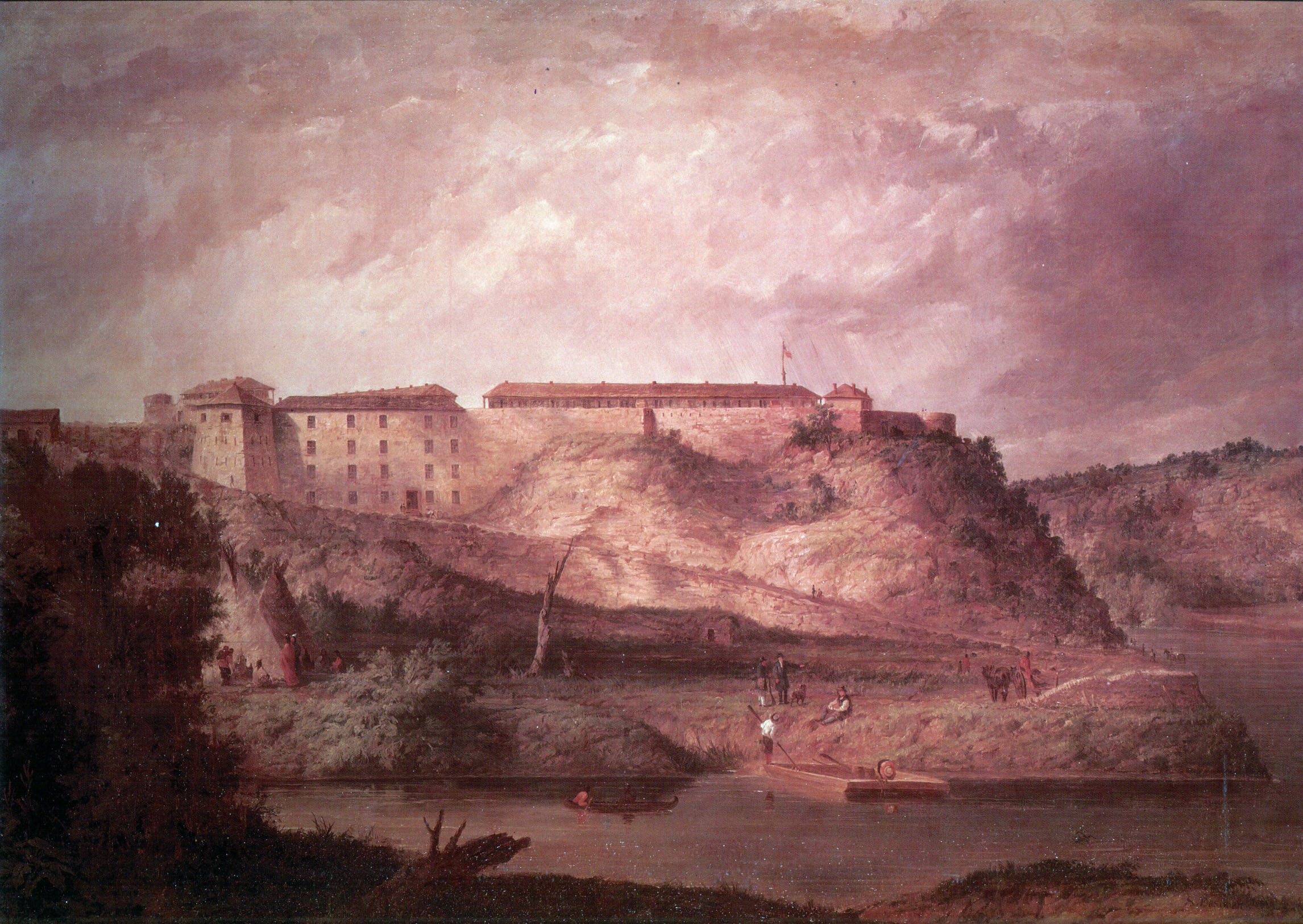
Fort Snelling par Seth Eastman.

Le fort est en service durant toute la Seconde Guerre mondiale et abrite en 1944 le Military Intelligence Service Language School, il ne sera désaffecté que le 12 octobre 1946. En 1960, il est inscrit sur la liste des National Historic Landmarks. Lors des décennies suivantes, la partie à l'intérieur des murailles de l'ancien fort est transformée en un établissement éducatif par la Minnesota Historical Society, restaurée pour retrouver son aspect originel et ouverte au public du printemps à l'automne.
Alors que la partie la plus ancienne du fort a été restaurée, les constructions plus récentes ont été négligées et menacent de tomber en ruine. En mai 2006, cette partie de Fort Snelling est ajoutée à la liste des America's Most Endangered Places (lieux en péril des États-Unis) par le National Trust for Historic Preservation (Service des monuments historiques). 
Fort Snelling abrite également un cimetière national ; nombre de notables et de membres des forces armées originaires du Minnesota y sont enterrés. L'United States Navy rend hommage au fort en nommant le navire amphibie USS Fort Snelling (LSD-30).